# Márványhajó

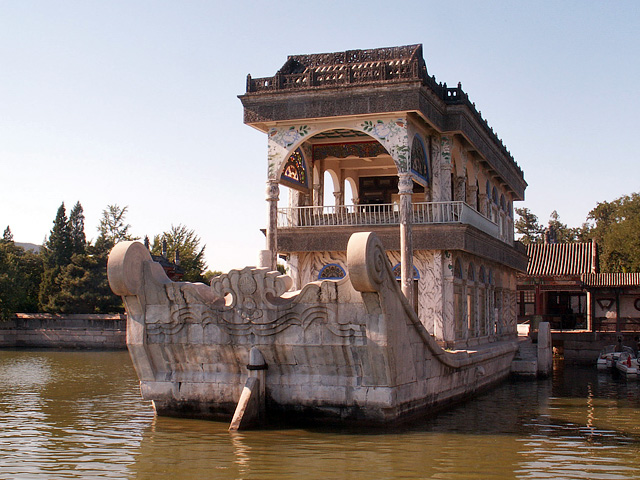

A Márványhajó (), más néven a Tisztaság és könnyedség hajója (Qing Yan Fǎng) egy tóparti pavilon a pekingi, világörökségi Nyári Palota parkjában. A Kunming-tó északnyugati partján áll, a 728 méter hosszú, fedett „Hosszú folyosó” végénél.
Először 1755-ben építették fel Csien-lung kínai császár (Qianlong kínai császár) uralkodása idején. Az eredeti épület egy nagy kőtömbökre emelt hagyományos faszerkezet volt.
1860-ban, második ópiumháború idején, a pavilont az angol és francia támadók lerombolták. Ce-hszi kínai császárné (Cixi kínai császárné) állíttatta helyre azt 1893-ban. Tulajdonképpen átépítésről volt szó, hiszen új kétszintes épületet terveztek, európai építészeti elemek felhasználásával. A pavilon elődjéhez hasonlóan fából készült,  de festéssel márvány-imitációt hoztak létre. Az építmény minden fedélzetén egy nagy tükör közvetítette a környező víz látványát, szinte a vízbe merülés illúzióját hozva létre. Az épület oldalain a kor gőzhajói kerekeinek az utánzatát helyezték el.
A pavilon 36 méter hosszú. Tetőszerkezetébe bonyolult vízelvezető rendszert építettek, ami az üreges pilléreken keresztül négy sárkányfej vízköpőjébe vezeti az esővizet. 
A márványhajó építését a kínai hagyomány összefüggésbe hozza Vej Cseng (Wei Zheng), a Tang-dinasztia híres kancellárja egy mondásával, miszerint „a víz hordja a hajót, de el is nyelheti azt” amivel a nép szerepének fontosságára utalt a társadalomban. (Vesd össze Petőfi versével: Habár fölül a gálya, és alul a víznek árja, azért a víz az úr.) Állítólag ezért építtette Csien-lung kínai császár (Qianlong kínai császár) kőalapokra a hajót, hogy elsüllyedésről szó se lehessen.
Az utókor a márványhajó rekonstrukciójával kapcsolatban gyakran kiemeli, mint a császári Kína hanyatlásának, dekadenciájának jelképét, hogy azt a haditengerészet fejlesztésére fordítandó összegekből építették.

## Fordítás
Ez a szócikk részben vagy egészben  a   Marble Boat című angol Wikipédia-szócikk ezen változatának fordításán alapul.  Az eredeti cikk szerkesztőit annak laptörténete sorolja fel. Ez a jelzés csupán a megfogalmazás eredetét és a szerzői jogokat jelzi, nem szolgál a cikkben szereplő információk forrásmegjelöléseként.